# Apple Intelligence
Apple Intelligence ist eine von Apple entwickelte künstliche Intelligenz (abgekürzt AI oder KI). Hierbei wird eine Kombination aus On-Device- und Server-Verarbeitung genutzt. Es wurde am 10. Juni 2024 auf der WWDC 2024 als integrierte Funktion der Betriebssysteme iOS 18, iPadOS 18 und macOS Sequoia vorgestellt, die zeitgleich angekündigt wurden. Apple Intelligence ist kostenlos für alle Nutzer mit kompatiblen Geräten verfügbar.
Die KI wurde am 29. Juli 2024 für Entwickler und Tester in Englisch (amerikanisches Englisch) mit den Entwickler-Betas von iOS 18.1, macOS 15.1 und iPadOS 18.1 gestartet und im Oktober 2024 veröffentlicht. Die vollständige Markteinführung ist bis 2025 geplant. Lokalisierte Versionen für Englisch im Vereinigten Königreich, Australien, Neuseeland, Kanada und Südafrika sind seit 11. Dezember 2024 verfügbar. Seit 31. März 2025 ist die KI auch in Deutsch, Japanisch, Koreanisch, Chinesisch (vereinfacht), Französisch, Italienisch, Portugiesisch, Spanisch, Englisch (Indien) und Englisch (Singapur) verfügbar.
Am 21. Februar 2025 wurde die KI auf der Apple Vision Pro mit visionOS 2.4 vorgestellt, ist aber derzeit nur auf Englisch (USA) verfügbar.

## Modelle
Apple Intelligence besteht aus einem On-Device-Modell sowie einem Cloud-Modell, das auf Servern mit Apple Silicon läuft. Beide Modelle umfassen ein generisches Basismodell sowie mehrere Adaptermodelle, die stärker auf spezifische Aufgaben wie Textzusammenfassung und Tonanpassung spezialisiert sind.
Laut einer menschlichen Bewertung, die von der maschinellen Lernabteilung von Apple durchgeführt wurde, übertraf das On-Device-Basis-Modell vergleichbare kleine Modelle von Mistral AI, Microsoft und Google oder erzielte ein Unentschieden, während die Server-Basis-Modelle die Leistung von GPT-3 (OpenAI) übertrafen und in etwa mit der Leistung von GPT-4 übereinstimmten.
Die Cloud-Modelle von Apple basieren auf einer Private-Cloud-Compute-Plattform, die stark auf den Datenschutz der Benutzer und Ende-zu-Ende-Verschlüsselung ausgelegt ist. Im Gegensatz zu anderen generativen KI-Diensten wie ChatGPT, die Server von Drittanbietern nutzen, laufen die Cloud-Modelle von Apple Intelligence vollständig auf Apple-Servern mit speziell entwickelter Apple-Silicon-Hardware, die für Ende-zu-Ende-Verschlüsselung optimiert ist. Die Plattform wurde so konzipiert, dass sichergestellt wird, dass die Software, die auf diesen Servern ausgeführt wird, mit der unabhängig überprüfbaren Software übereinstimmt, die Forschern zugänglich ist. Im Falle eines Softwarefehlers werden Apple-Geräte die Verbindung zu den Servern verweigern.

## Funktionalität und Funktionen

### Schreibwerkzeuge
Apple Intelligence bietet Schreibwerkzeuge, die durch KI unterstützt werden, darunter Funktionen wie „Umformulieren“ und „Korrekturlesen“. Diese Funktionen helfen dabei, das Schreiben der Benutzer zu verbessern, um es freundlicher, prägnanter oder professioneller zu gestalten, ähnlich wie die KI-Schreibfunktionen von Grammarly. Es kann auch verwendet werden, um Zusammenfassungen, wichtige Punkte, Tabellen und Listen aus einem Artikel oder einem Text zu erstellen. GPT-4 wird als optional integrierter Bestandteil der Schreibwerkzeuge verfügbar sein.

### Image Playground
Apple Intelligence kann verwendet werden, um auf dem Gerät mit der Image Playground-App Bilder zu generieren. Ähnlich wie bei DALL-E von OpenAI kann es genutzt werden, um mithilfe von KI Bilder zu erstellen, indem Phrasen und Beschreibungen eingegeben werden, um ein Bild mit anpassbaren Stilen wie Animation und Skizze zu erzeugen. In der Notizen-App können Benutzer auf dem iPad über die Anwendung „Image Wand“ in der Apple-Pencil-Palette auf Image Playground zugreifen, ohne die App Image Playground öffnen zu müssen. Grobe Skizzen, die mit dem Apple Pencil angefertigt wurden, können in Bilder verwandelt werden.

### Genmoji
Mit Hilfe der „Text to Image Model“ von Apple Intelligence können Benutzer Genmoji erstellen, indem sie Beschreibungen eingeben. Benutzer können Personen in Fotos auswählen und Genmoji-Bilder erstellen, die ihnen ähneln. Ähnlich wie Emoji können Genmoji in Textnachrichten eingefügt werden und in Nachrichten sowie in unterstützten Drittanbieter-Apps als Aufkleber oder Tapback-Reaktionen geteilt werden.

### Siri-Überarbeitung
Siri, der virtuelle künstliche Assistent von Apple, wurde mit verbesserten Funktionen ausgestattet, die durch Apple Intelligence ermöglicht werden. Die neueste Version verfügt über eine aktualisierte Benutzeroberfläche, verbesserte natürliche Sprachverarbeitung und die Möglichkeit, über Text zu interagieren, indem der Home-Balken doppelt angetippt wird, ohne die Funktion im Menü „Bedienungshilfen“ zu aktivieren, oder indem die Befehlstaste auf macOS doppelt gedrückt wird. Darüber hinaus ermöglicht Apple Intelligence, dass Siri persönliche Kontexte aus den Aktivitäten des Geräts nutzt, um Gespräche natürlicher und flüssiger zu gestalten. Siri hat zudem eine Integration mit ChatGPT bekommen wo schwierige Fragen die nicht von Siri selbst beantwortet werden können von ChatGPT beantwortet werden.

### Mail
Apple Intelligence fügt der Mail-App eine Funktion namens „Prioritätsnachrichten“ hinzu, die dringende E-Mails anzeigt, wie zum Beispiel Einladungen für denselben Tag oder Bordkarten, und AI-generierte Zusammenfassungen der E-Mails bietet. Die Zusammenfassungsfunktion fasst Inhalte von E-Mails automatisch in einem kurzen Überblick zusammen.

### Fotos
Die Fotos-App von Apple umfasst eine Funktion zur Erstellung von benutzerdefinierten Erinnerungsfilmen sowie verbesserte Suchmöglichkeiten. Benutzer können eine Geschichte beschreiben, und mithilfe von Apple Intelligence werden dazu passende Fotos, Videos und Musik ausgewählt. Diese werden in einem Film mit einem narrativen Bogen basierend auf den identifizierten Themen organisiert. Zudem können Benutzer störende Elemente in Bildern mit der Anwendung „Bereinigen“ in der Fotos-App entfernen. Apple Intelligence erkennt Hintergrundobjekte und entfernt sie mit einem Fingertipp. Darüber hinaus können Benutzer spezifische Fotos oder Videos durch Beschreibungen und/oder Schlüsselwörter suchen, und Apple Intelligence kann bestimmte Momente innerhalb von Videoaufnahmen genau bestimmen.

### Benachrichtigungen
Mit der Funktion „Benachrichtigungsübersicht“ kann Apple Intelligence Benachrichtigungen aus Messaging-Apps sowie Gruppen von Benachrichtigungen zusammenfassen, sodass Benutzer nicht eine große Menge an einzelnen Benachrichtigungen durchsehen müssen. Ein neuer Fokusmodus „Unterbrechungen reduzieren“ unterdrückt Benachrichtigungen, die als unwichtig eingestuft werden, während wichtige Benachrichtigungen weiterhin durchgestellt werden.

### ChatGPT-Integration
Durch die Partnerschaft des Unternehmens mit OpenAI verfügt Apple Intelligence nun auch über eine systemweite Integration von ChatGPT, die Siri ermöglicht, bestimmte komplexe Benutzeranfragen an ChatGPT weiterzuleiten. Diese Integration wird durch GPT-4o unterstützt. Die ChatGPT-Integration ist standardmäßig optional und erfordert eine Benutzerbestätigung, bevor Daten oder Fotos an die ChatGPT-Server gesendet werden. Dabei werden IP-Adressen verschleiert, wenn Anfragen an die Server von OpenAI gesendet werden. Die Nutzung der ChatGPT-Funktionen ist für alle Benutzer kostenlos und erfordert keine Anmeldung, jedoch können zahlende Abonnenten sich anmelden, um auf kostenpflichtige Funktionen systemweit zuzugreifen. Apple plant zudem, in Zukunft auch andere Modelle wie Googles Gemini in das System zu integrieren.

## Entwicklung

### Hintergrund
Apple implementierte erstmals künstliche Intelligenzfunktionen in seinen Produkten mit der Einführung von Siri im IPhone 4s im Jahr 2011. In den Jahren nach der Markteinführung unternahm Apple Anstrengungen, um sicherzustellen, dass seine Aktivitäten im Bereich künstliche Intelligenz geheim blieben. Laut Professor Trevor Darrell von der University of California, Berkeley, schreckte die Geheimhaltung des Unternehmens Doktoranden ab. Das Unternehmen begann 2015, sein Team für künstliche Intelligenz auszubauen, indem es seine Aktivitäten öffnete, mehr wissenschaftliche Arbeiten veröffentlichte und AI-Forschungsgruppen der Industrie beitrat. Berichten zufolge erwarb Apple zwischen 2016 und 2020 mehrere KI-Unternehmen. Im Jahr 2017 brachte Apple das iPhone 8 und das iPhone X mit dem A11 Bionic-Prozessor auf den Markt, der die erste dedizierte Neural Engine zur Beschleunigung gängiger maschineller Lernaufgaben enthielt. Trotz seiner Investitionen in künstliche Intelligenz wurde Siri sowohl von Rezensenten als auch intern bei Apple dafür kritisiert, hinter anderen KI-Assistenten zurückzubleiben.
Die rasante Entwicklung der generativen KI und die Veröffentlichung von ChatGPT Ende 2022 überraschten Berichten zufolge die Führungskräfte von Apple und zwangen das Unternehmen, seine Bemühungen im Bereich KI neu auszurichten. In einem Interview mit Good Morning America erklärte Apple-CEO Tim Cook, dass generative AI „großes Potenzial“ habe, aber auch einige potenzielle Gefahren mit sich bringe, und dass man „genau hinsehe“, was ChatGPT angehe. Erstmals wurde im Juli 2023 berichtet, dass Apple ein eigenes internes großes Sprachmodell mit dem Codenamen „Ajax“ entwickle. Im Oktober 2023 wurde berichtet, dass Apple auf dem richtigen Weg sei, generative KI-Funktionen bis 2024 in seine Betriebssysteme einzuführen, darunter eine erheblich überarbeitete Siri. In einer Telefonkonferenz im Februar 2024 erklärte Cook, dass das Unternehmen „eine enorme Menge an Zeit und Aufwand“ in KI-Funktionen investiere, die „später in diesem Jahr“ vorgestellt werden sollten.

## Unterstützte Geräte
Alle Macs und iPads mit einem Apple-Silicon-Chip der M-Serie werden mit der Veröffentlichung von macOS Sequoia und iPadOS 18 Apple Intelligence unterstützen. Auch iPhones und iPads mit dem A17 Pro-Chip oder neuer werden mit der Veröffentlichung von iOS 18 unterstützt.

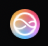
Logo von Apple Intelligence Siri auf MacOS

### Macs
- MacBook Air (Apple Silicon) (M1, 2020) oder neuer
- MacBook Pro (Apple Silicon) (M1, 2020) oder neuer
- Mac Mini (M1, 2020) oder neuer
- Mac Pro (M2 Ultra, 2023)
- Mac Studio (M1 Max/Ultra, 2022) oder neuer
- iMac (Apple Silicon) (M1, 2021) oder neuer

### iPads
- iPad Pro (5. Generation, 2021) oder neuer
- iPad Air (5. Generation, 2022) oder neuer
- iPad mini (7. Generation, 2024) oder neuer

### iPhones
- iPhone 15 Pro & Pro Max oder neuer

### Vision
- Apple Vision Pro oder neuer